# Wiaczesław Orinczuk
Wiaczesław Orinczuk (ukr. В'ячеслав Оринчук, ur. 26 grudnia 1970) – ukraiński lekkoatleta specjalizujący się w biegach płotkarskich. W czasie swojej kariery reprezentował również Związek Socjalistycznych Republik Radzieckich.
Największy sukces w karierze odniósł w 1989 r. w Varaždinie, zdobywając na mistrzostwach Europy juniorów srebrny medal w biegu na 400 metrów przez płotki (uzyskany czas: 50,96).
Złoty medalista mistrzostw Ukrainy w biegu na 400 m ppł (1992).
Rekord życiowy w biegu na 400 metrów przez płotki – 50,49 (23 lipca 1994, Kijów)